# Cimitirul din Schaerbeek
Cimitirul din Schaerbeek este un cimitir al comunei Schaerbeek (din Regiunea Capitalei Bruxelles, Belgia) și în care sunt înmormântați locuitorii din acea zonă.

## Personalități înmormântate în cimitirul din Schaerbeek
- Louis Bertrand (1856-1943)
- Ernest Cambier (1844-1909)
- Andrée de Jongh (1916-2007)
- Henri Jaspar (1870-1939)
- René Magritte (1898-1967)
- Marcel Mariën (1920-1993)
- Henry Stacquet (1838-1906)

## Imagini

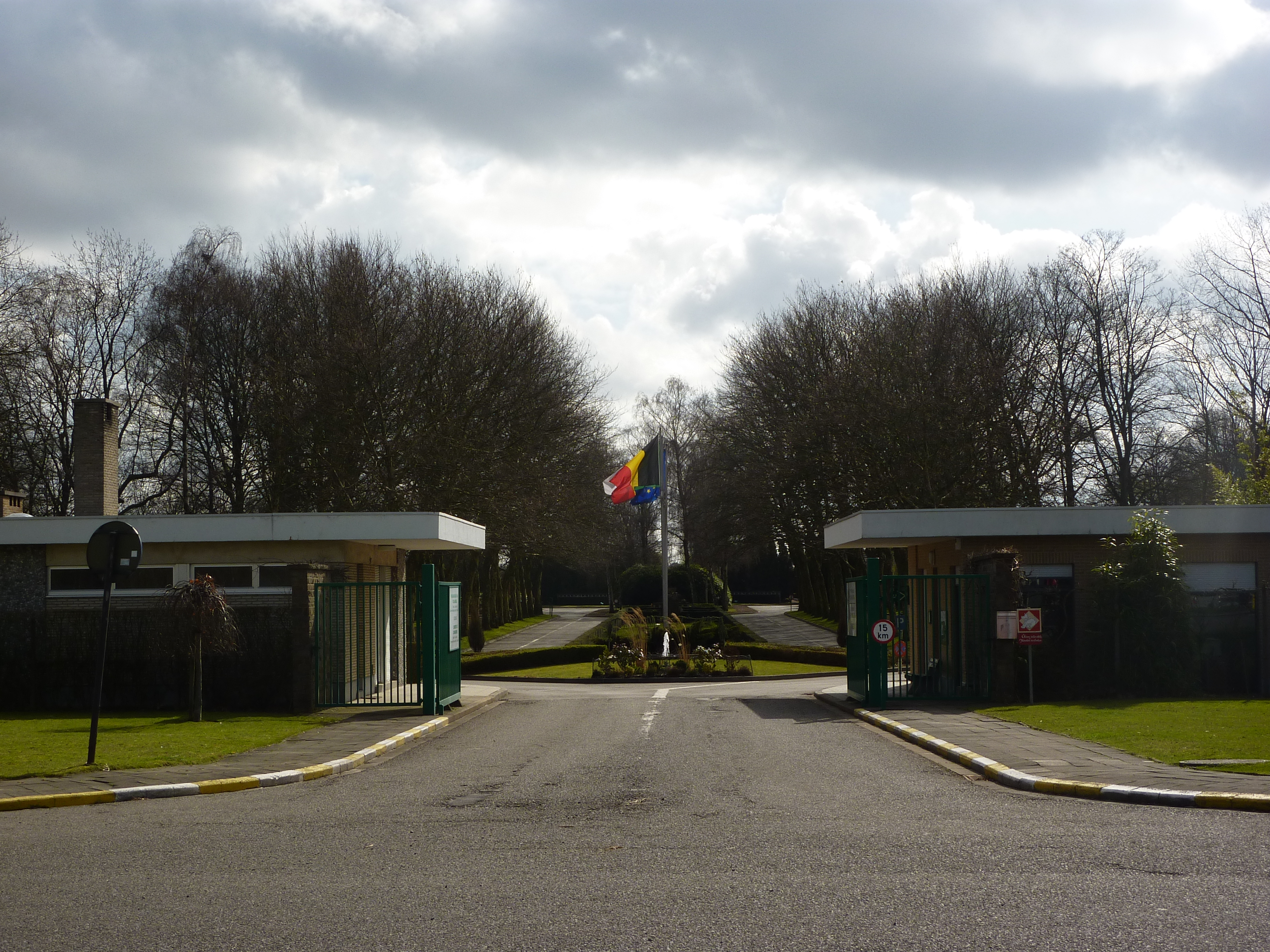
Cimitirul din Schaerbeek
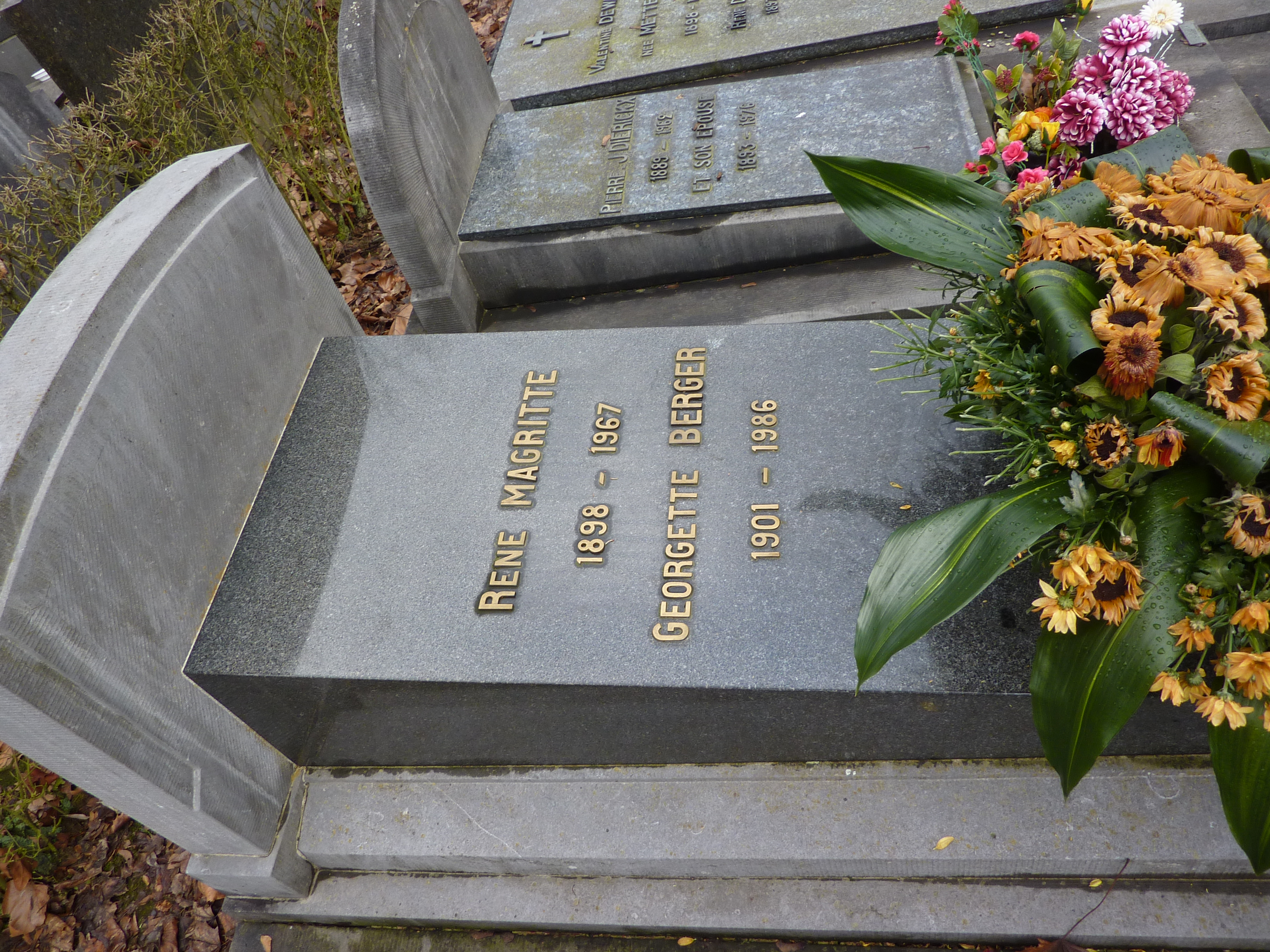
Mormântul lui René Magritte
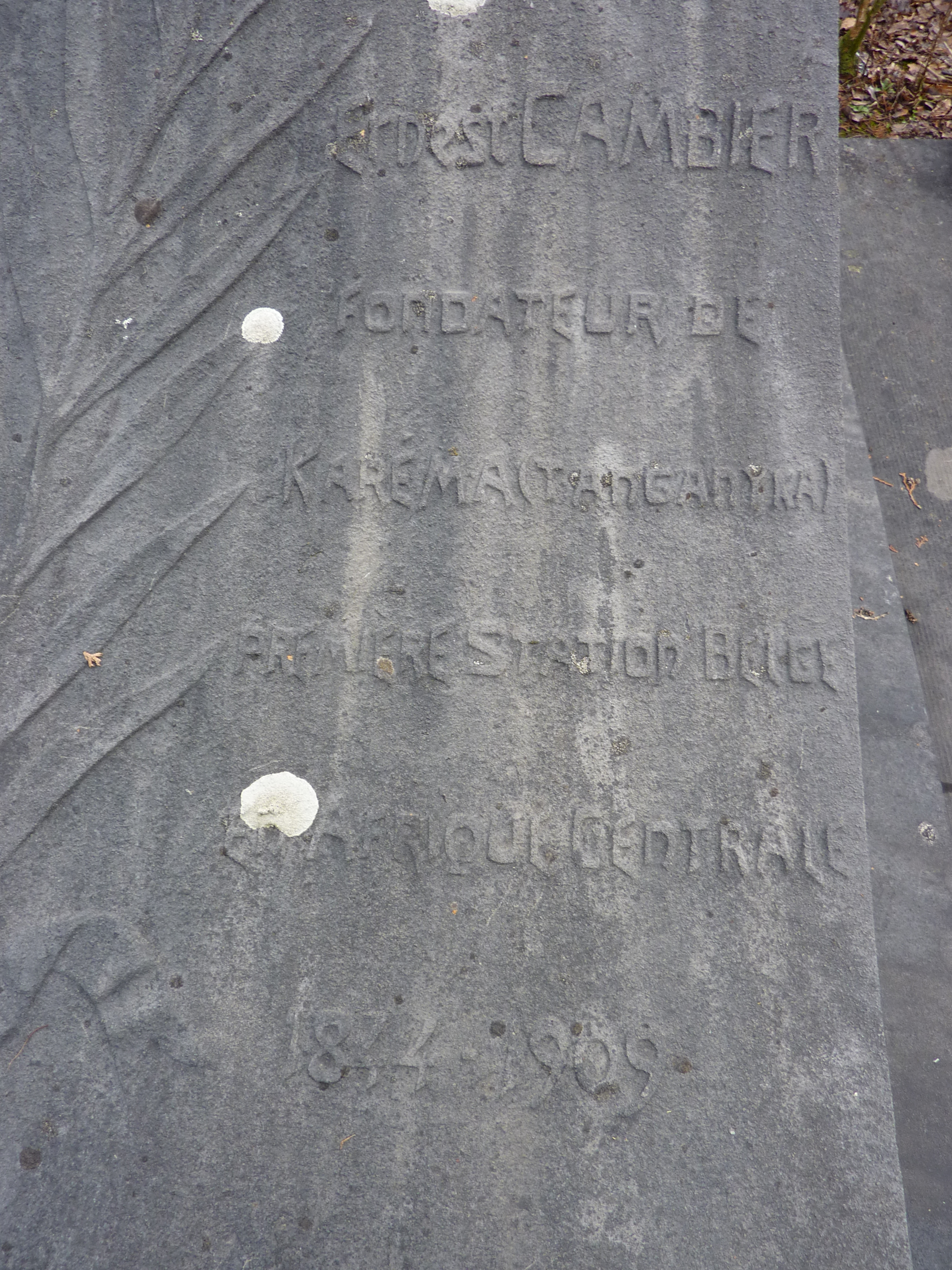
Mormântul lui Ernest Cambier
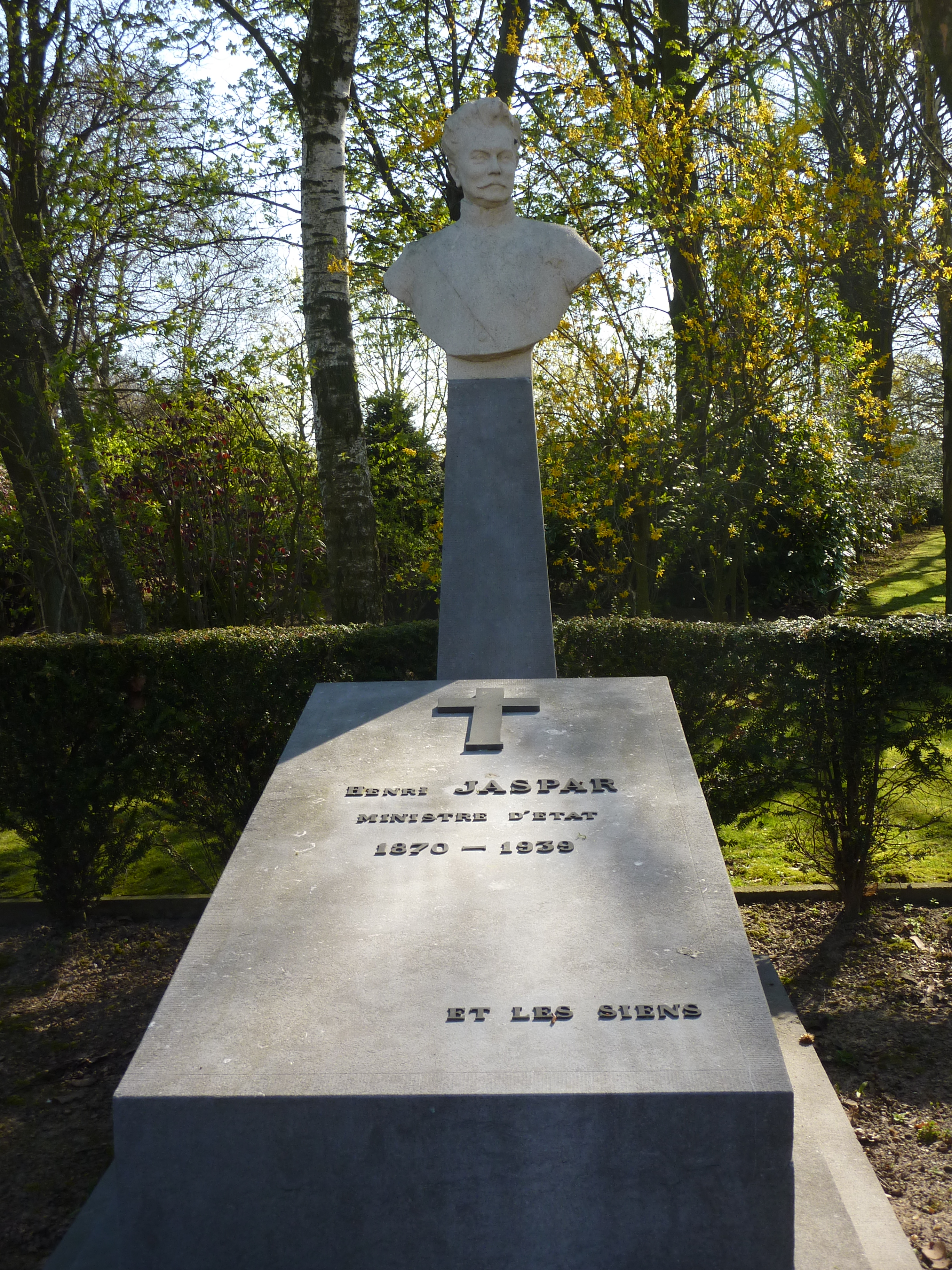
Mormântul lui Henri Jaspar